# 헬리아다이
그리스 신화에서 헬리아다이 (/h[미지원 입력]ˈlaɪ.ədiː/; 그리스어: Ἡλιάδαι)는 헬리오스와 로드의 아들이자 포세이돈의 손자, 엘렉트리오네의 일곱 형제이다. 그들은 오키무스, 케르카푸스, 마카레우스 또는 마카르, 악티스, 테나게스, 트리오파스, 그리고 칸달루스이다 (논노스는 아우게스와 트리낙스를 더했다). 그들은 점성가와 선원의 전문가였고, 로도스에서 아테나에 제물을 처음으로 도입했다. 또한 로도스에서 텔키네스까지 항해했다.